# Upiór (rodzaj ssaków)
Upiór (Emballonura) – rodzaj ssaków z podrodziny upiorów (Emballonurinae) w obrębie rodziny upiorowatych (Emballonuridae).

## Rozmieszczenie geograficzne
Rodzaj obejmuje gatunki występujące w Azji Południowo-Wschodniej i Oceanii.

## Morfologia
Długość ciała (bez ogona) 34–67 mm, długość ogona 10–22 mm, długość ucha 10–19,4 mm, długość tylnej stopy 5–9,5 mm, długość przedramienia 37,5–53 mm; masa ciała 3,5–14 g.

## Systematyka
Rodzaj zdefiniował w 1838 roku holenderski zoolog Coenraad Jacob Temminck w artykule zatytułowanym O rodzajach Taphozous, Emballonura, Urocryptus i Diclidurus, opublikowanym w czasopiśmie „Tijdschrift voor natuurlijke geschiedenis en physiologie”. Temminck wymienił kilka gatunków – Vespertilio calcaratus H.R. Schinz, 1821 (= Vespertilio maximiliani J.B. Fischer, 1829), Vespertilio caninus H.R. Schinz, 1821 (= Emballonura macrotis J.A. Wagner, 1843), Proboscidea saxatilis von Spix, 1823 (= Vespertilio naso zu Wied-Neuwied, 1820) i Emballonura monticola Temminck, 1838 – z których gatunkiem typowym jest (późniejsze oznaczenie) Emballonura monticola Temminck, 1838 (upiór górski).

### Etymologia
Emballonura: gr. έμβάλλω emballō ‘rzucać się’; ουρα oura ‘ogon’.

### Podział systematyczny
Do rodzaju należą następujące gatunki:
| Grafika | Gatunek                 | Autor i rok opisu           | Nazwa zwyczajowa    | Podgatunki         | Rozmieszczenie geograficzne | Podstawowe wymiary                                         | Status IUCN |
| ------- | ----------------------- | --------------------------- | ------------------- | ------------------ | --- | ---------------------------------------------------------- | ----------- |
|         | Emballonura monticola   | Temminck, 1838              | upiór górski        | gatunek monotypowy | Półwysep Malajski, Sumatra, Borneo, Jawa, Celebes, Wyspy Anambas, Wyspy Natuna i kilkanaście przybrzeżnych wysp; zakres wysokości: 0–1800 m n.p.m.                              | DC: 4–4,7 cm DO: 11–1,4 cm DP: 3,8–4,5 cm MC: 4,5–7 g      | LC          |
|         | Emballonura alecto      | (Eydoux & P. Gervais, 1836) | upiór filipiński    | 4 podgatunki       | Filipiny, Anambas, Natuna Besar, Borneo, Wyspy Talaud, Celebes, Moluki i Wyspy Raja Ampat (Gag); zakres wysokości: 0–450 m n.p.m.                                               | DC: 4,6–4,8 cm DO: 1,2–1,7 cm DP: 4,3–4,8 cm MC: 4,5–7 g   | LC          |
|         | Emballonura raffrayana  | Dobson, 1879                | upiór papuaski      | 3 podgatunki       | Moluki (Halmahera, Seram, Ambon i Gebe), Nowa Gwinea (wraz z wyspami Zatoki Cenderawasih), Archipelag Bismarcka i Wyspy Salomona                                                | DC: 3,7–5,8 cm DO: 1–1,4 cm DP: 3,7–4,7 cm MC: 4,2–10,2 g  | LC          |
|         | Emballonura furax       | O. Thomas, 1911             | upiór złodziejski   | gatunek monotypowy | Indonezja i Papua-Nowa Gwinea: Nowa Gwinea (wyspy Biak i Yapen, dystrykt Fak-fak i wschodnie Góry Centralne); zakres wysokości: 0–1500 m n.p.m.                                 | DC: 5,4–6,1 cm DO: 1–1,9 cm DP: 4,8–5,3 cm MC: 9,5–14 g    | LC          |
|         | Emballonura beccarii    | W.C.H. Peters & Doria, 1881 | upiór jaskiniowy    | 3 podgatunki       | Indonezja i Papua-Nowa Gwinea: Wyspy Kai, Nowa Gwinea, Biak, Yapen, Nowa Irlandia, Wyspa Bougainville’a i Wyspy Trobrianda oraz Luizjady; zakres wysokości: 0–1500 m n.p.m.     | DC: 3,4–5 cm DO: 1–2,2 cm DP: 3,7–4,4 cm MC: 3,5–5,3 g     | LC          |
|         | Emballonura dianae      | J. Edwards Hill, 1956       | upiór wielkouchy    | gatunek monotypowy | Papua-Nowa Gwinea i Wyspy Salomona: Nowa Gwinea (prowincje Western i Southern Highlands oraz Gulf), Archipelag Bismarcka oraz Wyspy Salomona; zakres wysokości: 0–1400 m n.p.m. | DC: 4,8–6,4 cm DO: 1,1–1,6 cm DP: 4,2–4,8 cm MC: 5–10,5 g  | LC          |
|         | Emballonura serii       | Flannery, 1994              | upiór nowogwinejski | gatunek monotypowy | Indonezja (Yapen w Zatoce Cenderawasih) i Papua-Nowa Gwinea (Archipelag Bismarcka z wyspami Manus, Los Negros, Mussau i Nowa Irlandia); zakres wysokości: 0–300 m n.p.m.        | DC: 4,4–6,7 cm DO: 1–1,9 cm DP: 4,4–5,3 cm MC: 3,9–7 g     | VU          |
|         | Emballonura semicaudata | (T.R. Peale, 1848)          | upiór pacyficzny    | 4 podgatunki       | Guam i Mikronezja (obecnie tylko na wyspie Aguigan), Palau, Karoliny (Chuuk i Pohnpei), Fidżi, Tonga, Samoa i Samoa Amerykańskie; zakres wysokości: 0–300 m n.p.m.              | DC: 4,1–4,9 cm DO: 4,4–4,8 cm DP: 5,5–8 cm MC: brak danych | EN          |

Kategorie IUCN:  LC  – gatunek najmniejszej troski,  VU  – gatunek narażony,  EN  – gatunek zagrożony,.